# The equinox (rivista)
The Equinox (sottotitolo: The Review of Scientific Illuminism) è stato un periodico fondato nel 1909 da Aleister Crowley che nello stesso anno aveva annunciato la nascita di un ordine magico, A∴A∴ (Argenteum Astrum), di cui il periodico divenne l'organo di informazione ( Aleister Crowley: An Inventory of His Collection at the Harry Ransom Center, su norman.hrc.utexas.edu. URL consultato il 22 ottobre 2023.). Aveva periodicità semestrale ma non venne mai pubblicato con regolarità e trattava principalmente argomenti di occultismo e magia ma anche poesia, arte, narrativa ed altro.
Dopo il 1913 l'Ordo Templi Orientis, a cui Crowley si era nel frattempo avvicinato, continuò le pubblicazioni in maniera irregolare.